# Cavillatrix luteipes
Cavillatrix luteipes är en tvåvingeart som beskrevs av Hiroshi Shima och Chao 1992. Cavillatrix luteipes ingår i släktet Cavillatrix och familjen parasitflugor.
Artens utbredningsområde är Yunnan (Kina). Inga underarter finns listade i Catalogue of Life.